# Nandina domestica

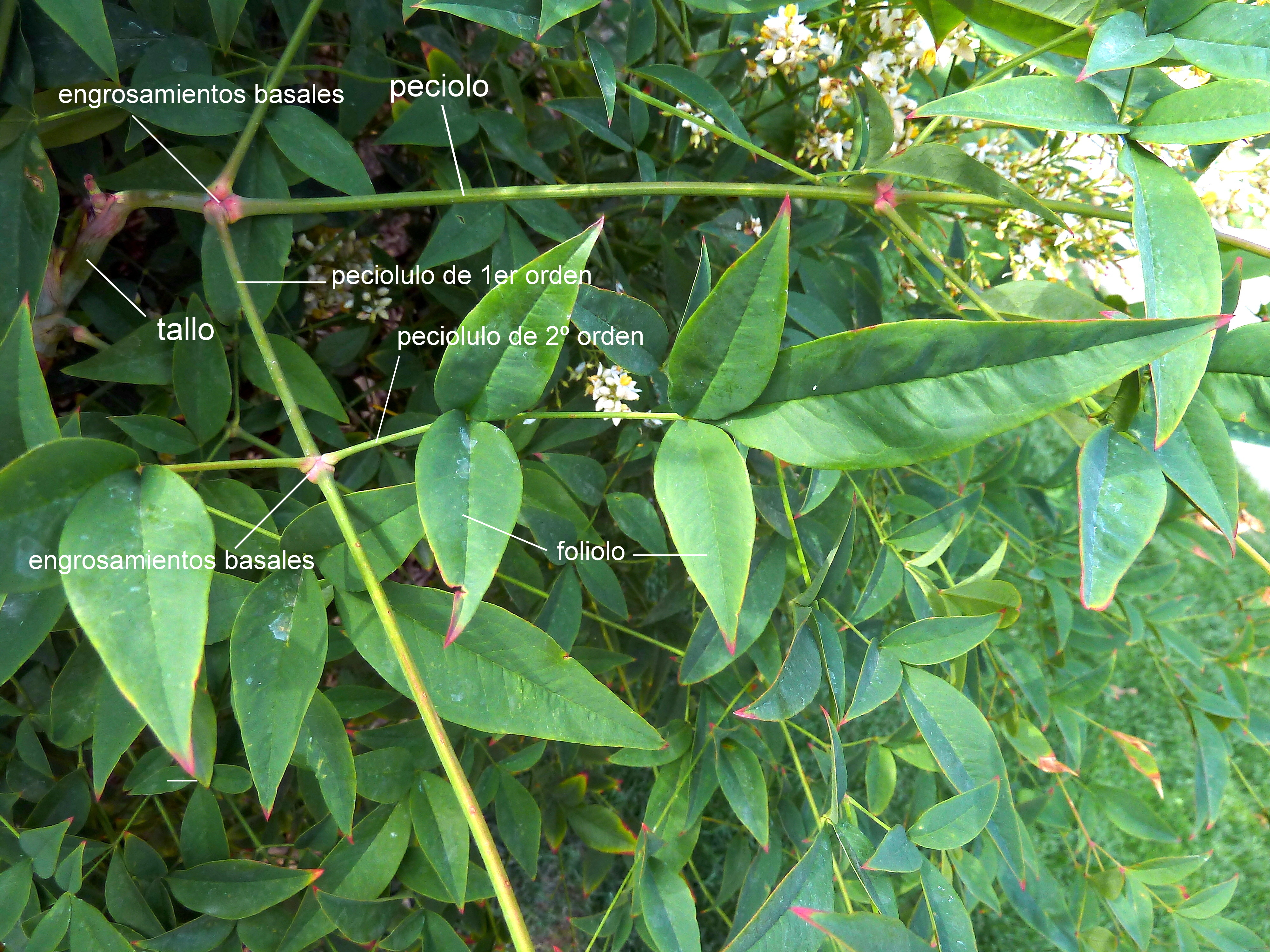
Morfología de las hojas pinnadas

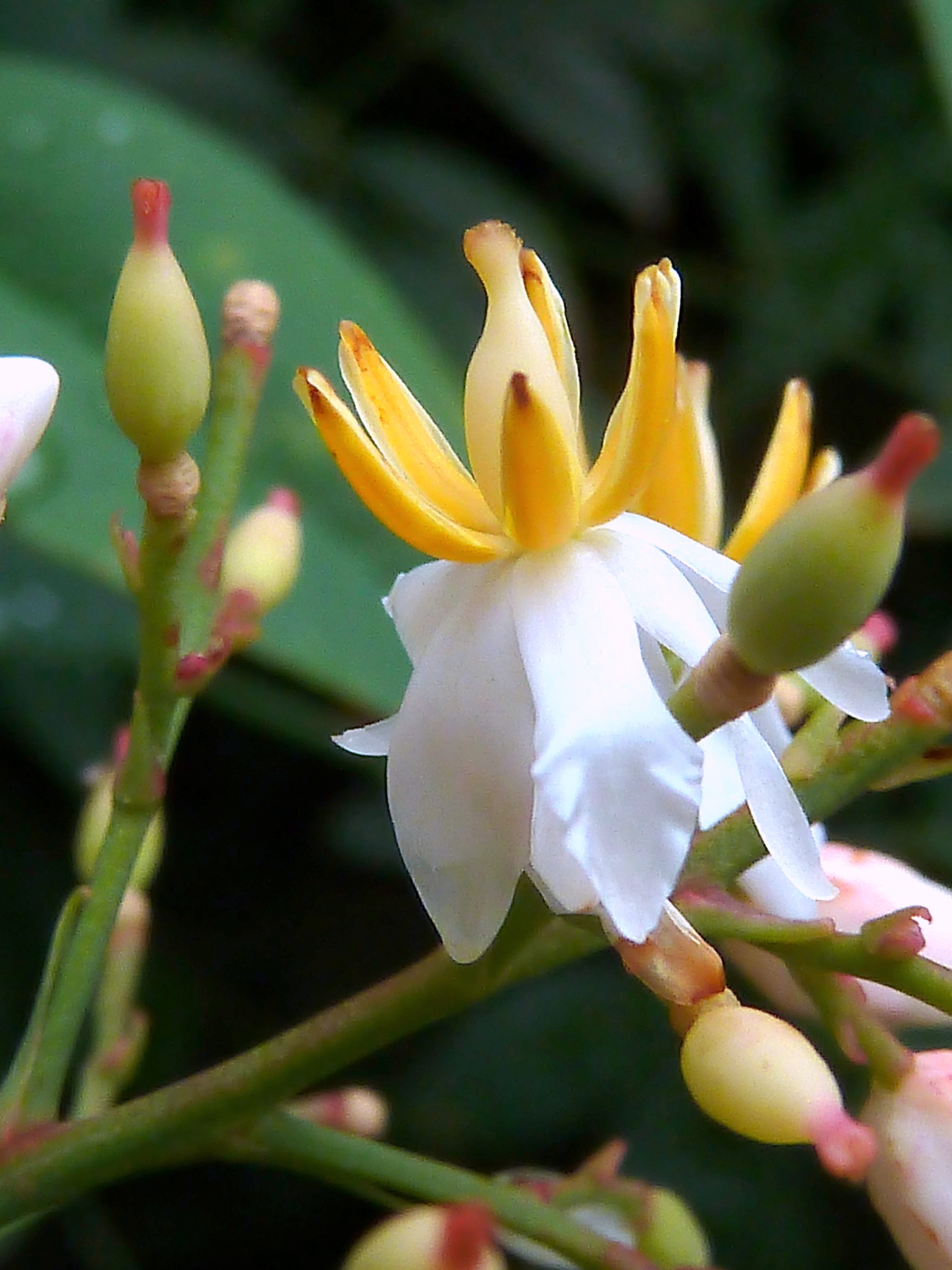
Flor

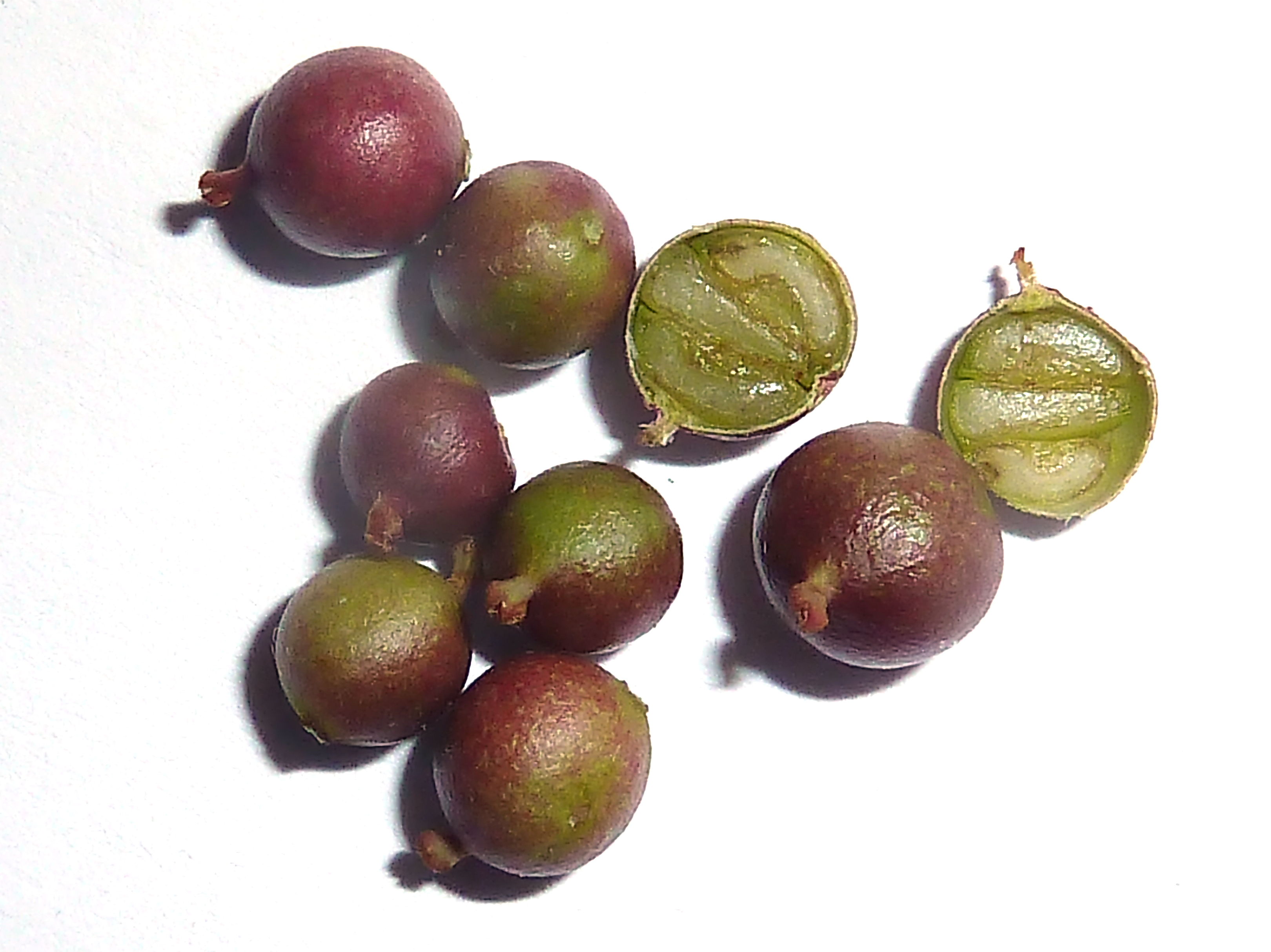
Frutos inmaduros sueltos; uno cortado con las semillas visibles

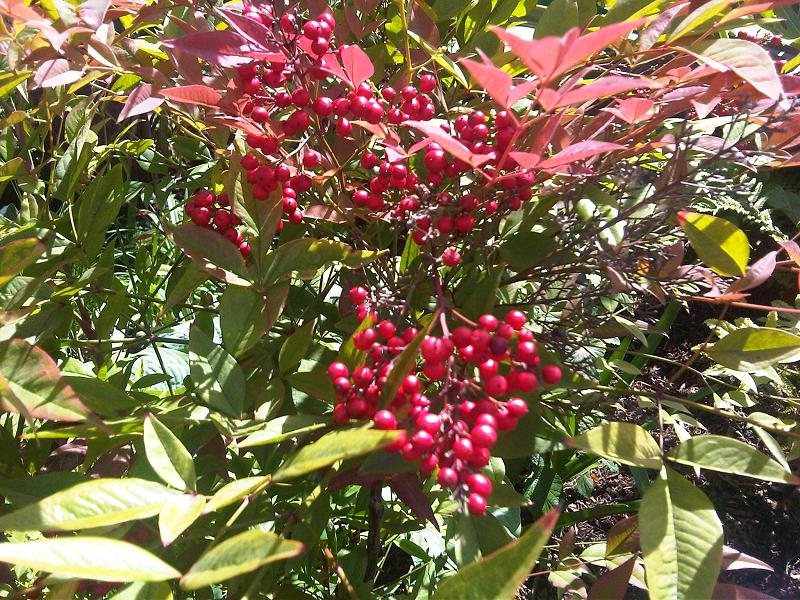
Individuo en fructificación

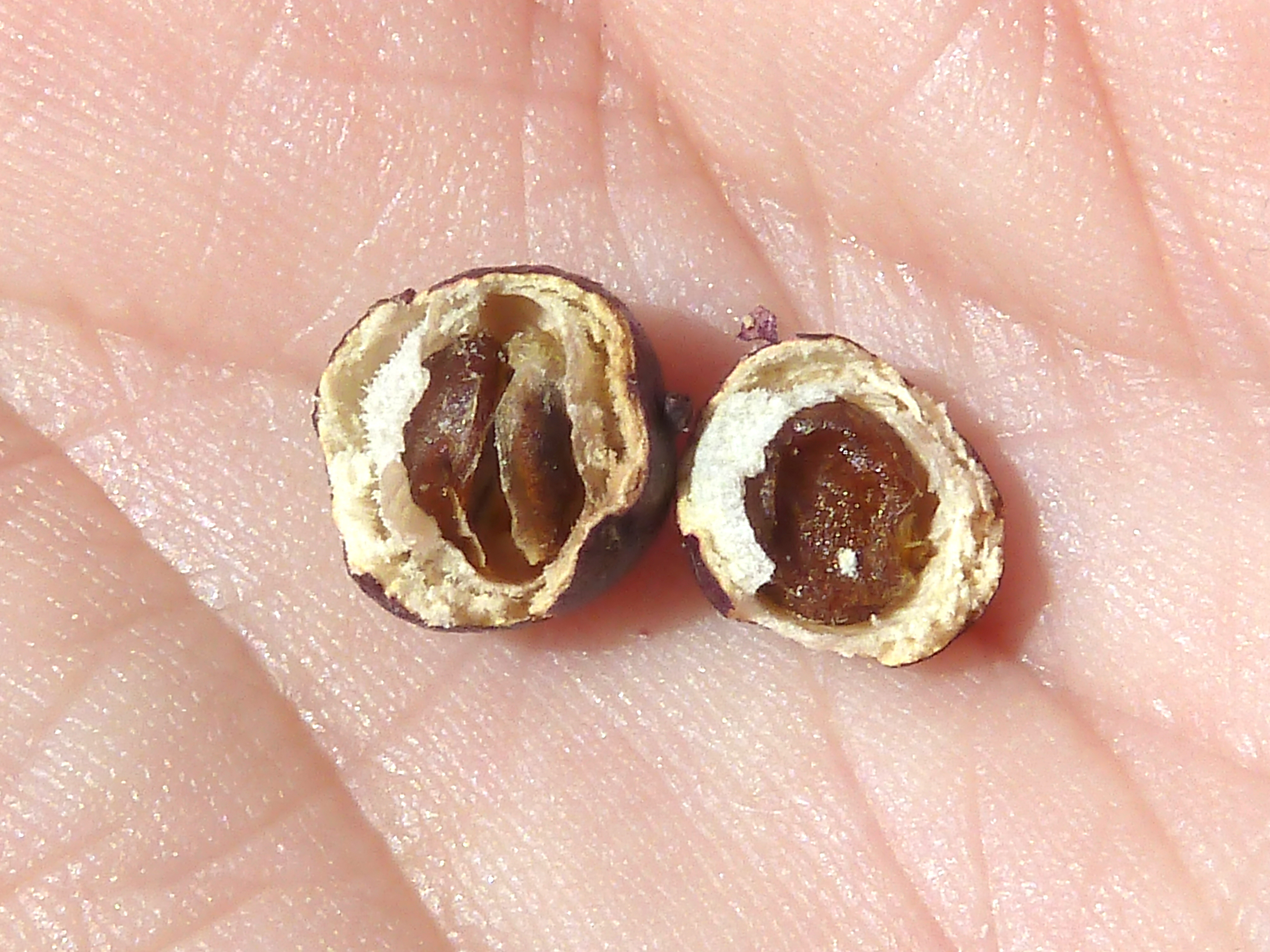
Frutos maduros sueltos cortados; semillas visibles

Nandina es un género monotípico de plantas arbustivas perteneciente a la familia Berberidaceae. Su única especie aceptada es Nandina domestica, el Bambú sagrado.

## Descripción
Es un arbusto perennifolio erecto de hasta 3 m de altura, glabro y poco ramificado. Tiene hojas pecioladas alternas de 50-100 cm de largo; son compuestas (dos o tres veces pinnadas) con folíolos, elípticos a ovados o lanceolados y de márgenes enteros, de 2-10 cm de largo por 0,5-2 cm ancho y con los peciolos y peciolulos hinchados en sus bases. Son de color verde oscuro por la haz y de un verde muy pálido por el envés; son frecuentemente teñidas de rojo cuando muy jóvenes o viejas. Las inflorescencias son panículas axilares o terminales erectas con numerosas flores hermafroditas trimeras pediceladas con numerosos sépalos ovado-oblongos de color blanco rosado e imbricados espiralmente y 6 pétalos oblongos de 4 por 2,5 mm, blancos, patentes al principio y luego retrorsos. El androceo tiene 6 estambres con anteras dehiscentes por hendiduras longitudinales, mientras el gineceo tiene el ovario de forma elipsoide con estilo corto. Los frutos son bayas globosas de 5-10 mm de diámetro y de un color rojo brillante hasta violáceo oscuro cuando maduros, con 1-4 semillas discoidales.

## Distribución geográfica y hábitat
Es una especie originaria del este de Asia, desde el Himalaya hasta Japón. Crece en riberas de arroyos de bosques de montaña, borde de carreteras, etc.,  en altitudes inferiores a los 1000 m. Introducida y cultivada como ornamental en casi todo el mundo.

## Toxicidad
Todas las partes de la planta son venenosas (contiene ácido cianhídrico) y podría llegar a ser fatal si se ingiere. La planta se coloca en Toxicidad Categoría 4, la categoría "generalmente se considera no tóxico para los seres humanos," Sin embargo, las bayas se consideran tóxicas para los gatos y los animales de pastoreo. Las bayas también contienen alcaloides tales como nantenina, que se utiliza en la investigación científica como un antídoto contra la MDMA (3,4-metilendioximetanfetamina), droga usualmente conocida como éxtasis). Las aves generalmente no se ven afectados por estas toxinas, y  dispersarán las semillas a través de sus excrementos. Sin embargo, el consumo excesivo de los granos puede matar aves como Bombycilla cedrorum.

## Taxonomía
El género Nandina y su única especie, Nandina domestica, fueron creados y descritos por Carl Peter Thunberg  y publicados en Nova Genera Plantarum, vol. 1, p. 14, 1781.
Han sido descritas 3 especies más: Nandina denudata Lavallée, Nandina tomentosa Wehmer y Nandina tsermonanten Hassk., pero no están todavía formalmente aceptadas como taxones válidos.
El género está ocasionalmente considerado como perteneciente a una familia separada, Nandinaceae.
Etimología
- Nandina: derivado del nombre vulgar de su única especie en japonés, Nandin.[2]

Sinonimia
- Nandina domestica var. linearifolia C.Y. Wu

## Referencias

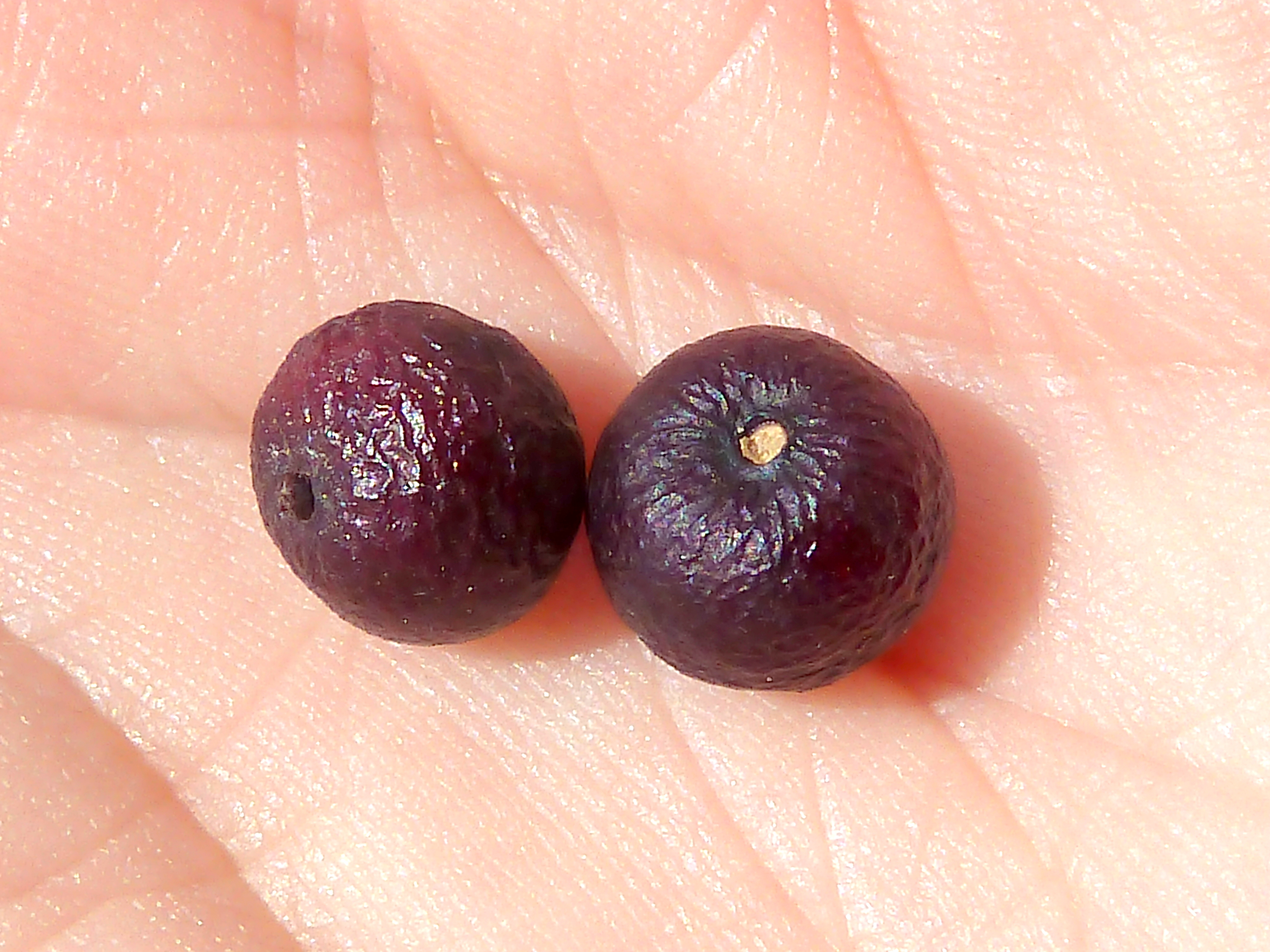
Frutos maduros sueltos

## Citología
Número de cromosomas: 2n = 20.